# Jacques Marie Armand Guerry de Beauregard
Jacques Marie Armand Guerry de Beauregard, dit le comte de Maubreuil et marquis d'Orvault, né le 26 mai 1783 au château de Maubreuil à Carquefou, mort à Paris le 17 juin 1868, est un officier français, condamné à la suite de l'affaire dite de Maubreuil.

## Biographie
Il est le fils de Jacques-Louis-Marie de Guerry de Beauregard,, chef de bataillon au gardes de Monsieur (Louis comte de Provence), conseiller de préfecture de Vendée, chevalier de l'ordre de Saint-Louis, et de Marie-Bonne-Félicité Ménardeau, dame de Maubreil.
Son père se remaria en 1790 à Constance-Henriette-Louise du Vergier de la Rochejaquelein, sœur notamment d'Henri du Vergier de La Rochejaquelein.
Son grand-père fut tué en 1793 à Sablé-sur-Sarthe et son père durant la guerre de Vendée et Chouannerie de 1815 à Aizenay. Plusieurs de ses oncles périrent pendant les guerres de Vendée. Sa sœur Adelaide Guerry de Beauregard épouse le vicomte Constantin de Chabot en 1819.
À la suite de la Révolution française, il émigra avec son père, puis il est rappelé en France par sa grand-mère Ménardeau et son grand-oncle Armand de Bourrigan dit le marquis d'Orvault.

### Chouannerie
Il aurait participé à l'âge de quinze ans à la troisième guerre de Vendée (1799-1800) d'abord dans la division de Machecoul sous son cousin Louis de Cornullier, puis à l'armée de Châtillon dans l'escorte ou compagnie du comte Danès de Montardat. Ce dernier fut l'époux de Marie-Euphémie-Désirée Tascher de la Pagerie marquise de Beauharnais, la tante de Joséphine de Beauharnais.
Il était resté lié intimement avec le comte de Montardat et bénéficiait ainsi de sa protection. Après la pacification, il est envoyé à la pension Lemoine à Paris pour finir ses études.

### Consulat et Premier empire

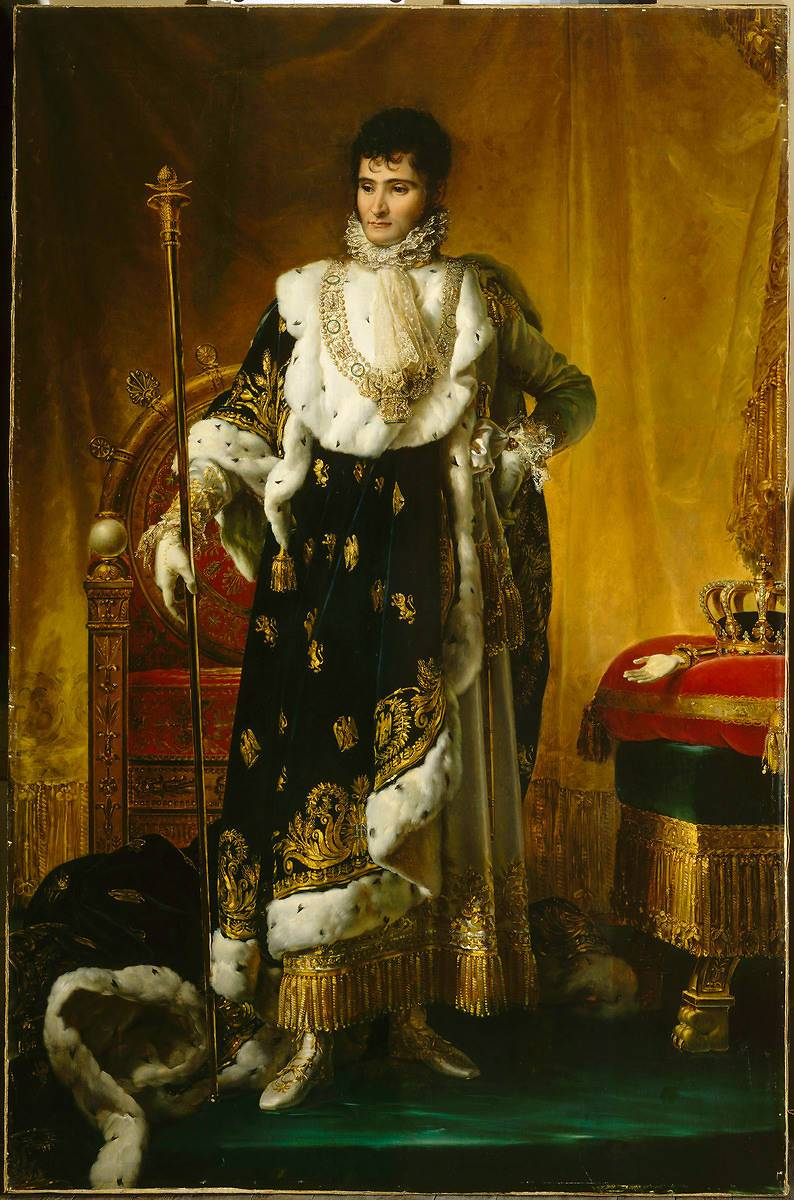
Jérôme Bonaparte, roi de Westphalie en 1807.

En 1802, il rentre à Nantes. Il devient à cette période un proche et écuyer de Jérôme Bonaparte, qui deviendra roi de Westphalie en 1807. Maubreuil entre à son service au 1er régiment de chevau-légers, en 1808 il fut capitaine des chasses de son épouse la reine Catherine de Wurtemberg à Cassel .
En 1809, il est capitaine aux gardes des chevau-légers westphaliens commandés par le baron de Hammerstein. Il se distingue particulièrement avec les forces françaises du Premier Empire durant la guerre d'indépendance espagnole aux batailles d'Ávilla, au passage du Tage, à Goralva et Alcántara. 
Maubreuil a une réputation d'aventurier, « de grand duelliste et gros joueur ». On dit de lui qu'il est  « beau, riche, élégant, hâbleur », « il jette l'argent par les fenêtres, mais n'en fait point tomber sur son père, qui revenu d'émigration en demande, puis en exige » ,. À la suite d'un conflit et un procès avec son père, il renonce à s'appeler Guerry de Beauregard et choisit Maubreuil.
Après une aventure avec une maîtresse de Jérôme Bonaparte, il tombe en disgrâce et rentre à Paris en 1811 où il se lance dans les affaires et les spéculations.  
Il s'associe avec Alexandre de Vanteaux et de Geslin, anciens émigrés, dans les fournitures militaires; le service des vivres-viandes pour l'approvisionnement des troupes françaises en Espagne. Il perdra beaucoup quand l'empereur, lors de son retour de la campagne de Russie, lui retirera cette concession. 
En février 1814, bien qu'ayant dilapidé une grande partie de sa fortune, il offrit au ministre de la guerre de lever à ses frais deux escadrons de cavalerie pour le service de l'Empereur ; cette offre resta sans suite.

### Restauration
À la première Restauration, il déclare son soutien à Louis XVIII, il arbore la cocarde blanche. Maubreuil est célèbre pour être « monté sur la colonne de la place Vendôme, il y déposa vingt pièces d'or pour faire abattre à force de bras et de cordages la statue qui la surmontait (Napoléon) » et que « dans cet élan d'enthousiasme véritable ou simulé de la part de Maubreuil il sortit des bornes que proscriraient la modération et de la sagesse ; il attacha sa croix d'honneur à la queue de son cheval, et se promena en dans cet état dans tout Paris »,. 
S'étant fait remarquer par son exaltation, il est entraîné dans un groupe ultra-royaliste : le comité Vanteaux, situé rue Taitbout à l'hôtel Vanteaux. Ce comité, soutenu par le comte d'Artois et où figurent entre autres Jules de Polignac, le comte de Sémallé, ancien page du roi, Anne-Christian de Montmorency, François de Larochefoucault, le baron de Vitrolles, mais aussi des abbés, des chefs chouans, etc., « enfin un grand nombre de dévoués à la cause bourbonienne en corps et en âme ».

### Affaire de Maubreuil, les bijoux de la couronne et le soufflet sur Talleyrand

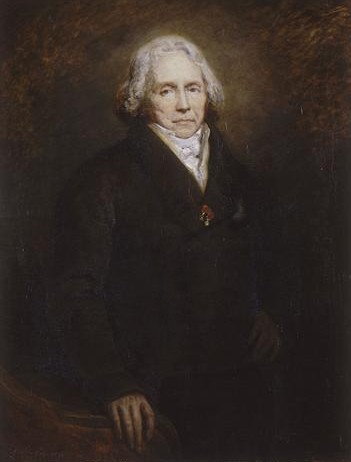
Charles-Maurice de Talleyrand-Périgord en 1828

Le 21 avril 1814, accompagné de son second, un nommé Dasies, et de quelques hussards, il est accusé d'avoir dérobé près du relais de poste du Fossart en Seine-et-Marne plusieurs caisses contenant « or et pierreries » appartenant à la princesse Catherine de Wurtemberg, nièce du tsar Alexandre.     
Arrêté pendant les Cent-Jours et de nouveau après la Seconde Restauration, après plusieurs procès et évasions, il est condamné pour « vol sur les grand-chemins » le 6 mai 1818 par la cour royale de Douai à une peine correctionnelle de cinq ans d'emprisonnement, dix années d'interdiction des droits civils et à une amende de 500 Francs. Il parvient à s'évader et à gagner l'Angleterre où il attendra la prescription de sa peine ,. Une partie du butin est retrouvé par un pêcheur au fond de la Seine à Paris en bas du quai de la Conférence,.   
Cependant, pour sa défense, Maubreuil déclara avoir agi par raison d'État et au nom du gouvernement provisoire présidé par Talleyrand. Il produisit cinq ordres de missions signés par le ministre de la police, Jules Anglès, le ministre de la Guerre, Pierre Dupont de l'Étang et par Bourrienne, directeur général des postes ainsi que deux généraux des armées alliées « qui commandaient aux diverses autorités du royaume et des armées alliées d'obéir en tout aux réquisitions et demandes de M. de Maubreuil, chargé de hautes missions, de missions secrètes de haute importance, etc.».  
Pour « venger son honneur », il est l'auteur d'un guet-apens le 20 janvier 1827 à la basilique Saint-Denis où il donne un soufflet (gifle) à Charles-Maurice de Talleyrand-Périgord, il est de nouveau arrêté, et explique ce geste en dévoilant une nouvelle affaire : en 1814 il aurait été commandité par Antoine-Athanase Roux de Laborie et le gouvernement provisoire pour assassiner l'empereur au moment de son départ pour l'île d'Elbe, et qu'on lui aurait promis en retour le titre de duc, 200 000 livres de rentes et le grade de lieutenant-général. Il déclara avoir été compromis et ruiné par le prince de Bénévent et que « ainsi ; la France pourra enfin connaître lequel mérite le plus de celui qui ordonna l'assassinat de Napoléon et de son fils, même après l'abdication, ou de celui qui prit pour lui de ne pas laisser exécuter la plus infâme de toutes les violations de traités. »
Puis, il explique qu'alors qu'il était soi-disant sur la trace de Napoléon, il aurait intercepté le convoi de Catherine de Wurtemberg qui était en route pour la Suisse pour retrouver son mari Jérôme Bonaparte. Il crut bon de réquisitionner les bagages et bijoux de la couronne de France que l'ex-reine était soupçonnée d'emporter avec elle,, mais quand les caisses furent remises au baron de Vitrolles le secrétaire d’État provisoire en 1814, un déficit fut constaté.

### Second Empire
Le comte de Maubreuil épouse en novembre 1866, à l'âge de 83 ans, Catherine Schumacher, qui se fait appeler Madame de La Bruyère,, une demi-mondaine riche qui avait adopté un enfant et souhaitait lui « donner un nom ».
Il meurt le 17 juin 1868 à Paris et est inhumé au cimetière du Père-Lachaise (68e division).

## Décoration
- Chevalier de l'ordre de la Légion d'honneur le 24 avril 1810[8].

## Sources
- L'affaire Maubreuil par Frédéric Masson, P. Ollendorff (Paris). 1907
- Talleyrand ou le cynisme, par André Castelot, Perrin. 1997
- Notice historique sur Marie-Armand Guerry de Maubreuil et principaux motifs qui ont déterminé sa conduite envers le prince de Talleyrand, Paris, Imprimerie de Guiraudet, 1827[12].